# Teleredaktion
Teleredaktion (el. telemottagning), förr en del av redaktionen på större tidningar, där man spelade in artikeltexter som korrespondenter läste upp per telefon till tidningen, t.ex. från utlandet. Medarbetarna på teleredaktionen skrev sedan ut texterna.
På mindre tidningar sköttes detta av en sekreterare, men på de större tidningarna hade man flera personer avdelade för detta ändamål i en så kallad telemottagning. I boken "Huset som aldrig sover" från 1959, avsedd för nya medarbetare på Dagens Nyheter/Expressen, kan man läsa om hur nyheter kommer in till tidningen, med teleprinter från de stora nyhetsbyråerna men också uppläst per telefon: "Rapporterna tas upp på vaxrullar i mottagningens telediphonapparater, där de sedan avlyssnas och skrivs ut av snabba maskinskrivare." 
Telediphone var diktafoner där ljudet spelades in på rullar. Senare användes också andra typer av diktafoner med magnetskivor, magnetblad och så småningom även kassetter.
Under 1970-talet började telemottagningens arbete, efter fackliga påtryckningar, alltmer att betraktas som journalistiskt arbete snarare än ett mekaniskt avskrivande och avdelningen kallades nu istället teleredaktion.[källa behövs] Teleredaktionerna var bemannade en stor del av dygnet, med undantag för några timmar när tidningens sista upplaga just tryckts. 
Vid mitten av 1980-talet började externa eller utsända journalister alltmer använda bärbara datorer, som Sinclar Z88 och liknande, så att texter kunde sändas till redaktionen via telefonmodem. Teleredaktionerna försvann helt ungefär vid 1990-talets början.